# Isle of Wight (Virginie)
Pour les articles homonymes, voir Isle of Wight.
La zone non incorporée d’Isle of Wight est le siège du comté d'Isle of Wight, dans l’État de Virginie, aux États-Unis.

## Source
- (en) Cet article est partiellement ou en totalité issu de l’article de Wikipédia en anglais intitulé « Isle of Wight, Virginia » (voir la liste des auteurs).